# Paul Thümmel

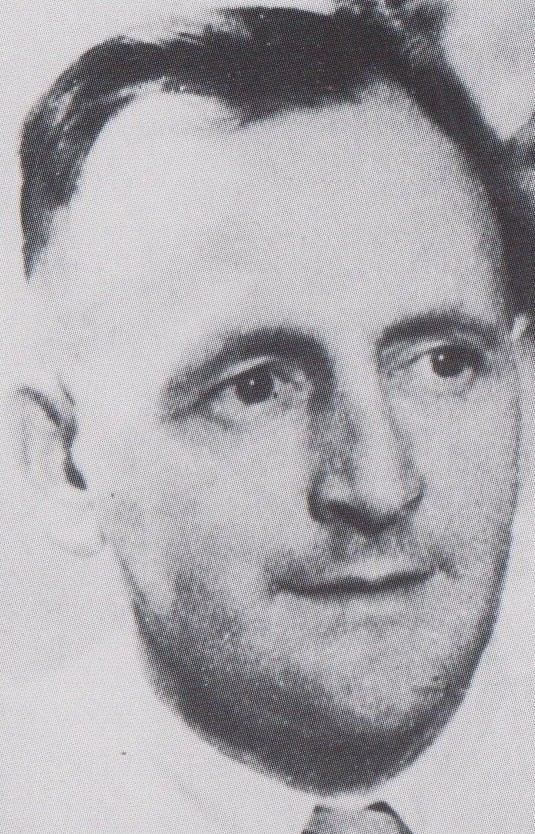
Paul Thümmel (zdjęcie z około 1936)

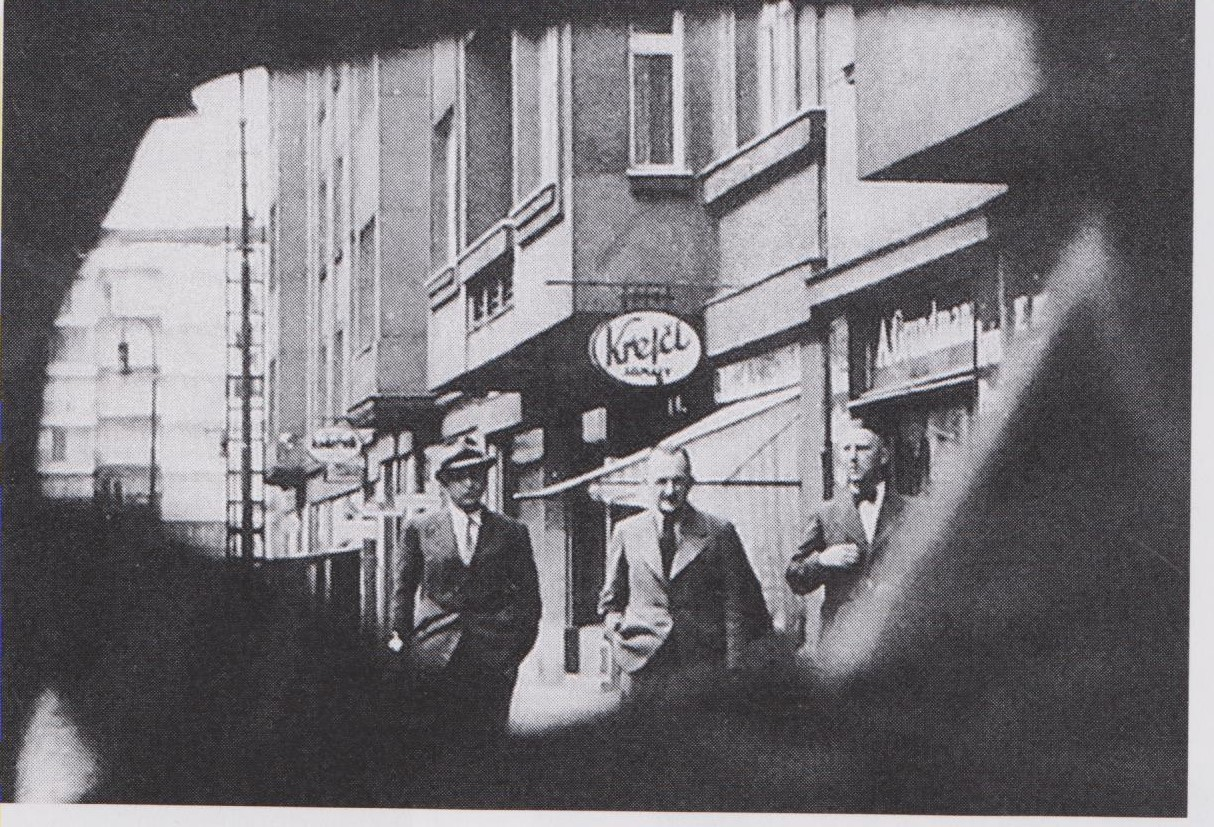
Paul Thümmel podczas spotkania z agentami służb Czechosłowacji, sierpień 1938

Paul Thümmel (ur. 15 stycznia 1902 w Neuhausen, zm. 20 kwietnia 1945 w Terezinie) – niemiecki pracownik kontrwywiadu, podwójny agent pracujący pod kryptonimem A–54 dla czechosłowackiego wywiadu.

## Życiorys
Urodził się 15 stycznia 1902 r. w Neuhausen i przyuczył się do zawodu piekarza. Brał udział w tworzeniu lokalnej komórki partii nazistowskiej w 1927 r. Po dojściu nazistów do władzy, dzięki znajomości z Heinrichem Himmlerem, uzyskał posadę w placówce Abwehry w Dreźnie. 
Jako konserwatywny nacjonalista zaczął obawiać się, że polityka Adolfa Hitlera doprowadzi Niemcy do rujnującej wojny. W 1937 r. skontaktował się listownie z szefem czechosłowackiego wywiadu Františkiem Moravcem, przekazując plany mobilizacyjne niemieckiej armii i prosząc o pieniądze. Pomimo wątpliwości Czechów został włączony do ich siatki szpiegowskiej pod kryptonimem A-54. Po układzie monachijskim kontynuował współpracę z Czechosłowacją, przekazując m.in. plany okupacji tego kraju. 
Po zajęciu Czech przez III Rzeszę i ewakuacji kierownictwa wywiadu do Wielkiej Brytanii pozostawał nadal agentem czechosłowackim, a czechosłowacki wywiad uważał go za swoje najważniejsze źródło informacji. Choć w rzeczywistości Thümmel sprzedawał Czechom tajne informacje, równocześnie częściej przekazywał im fałszywe. W tym okresie został przeniesiony z Drezna do Pragi, gdzie objął stanowisko szefa komórki do zadań specjalnych i typowania potencjalnych współpracowników. Na nowym stanowisku skutecznie uczestniczył w rozpracowywaniu czeskiego podziemia. Na skutek rozpoznawania czeskich struktur konspiracyjnych Gestapo na początku 1941 r. zaczęło podejrzewać go o zdradę. Aby odsunąć od siebie podejrzenia, zaangażował się w akcję dezinformacyjną, organizowaną w związku z planowym atakiem na ZSRR, i ponownie zaktywizował się w zwalczaniu czeskiego ruchu oporu. 
Aresztowany 13 października 1941 r., zaprzeczył związkom z obcymi służbami i został zwolniony w listopadzie przy poparciu Wilhelma Canarisa, Himmlera i Martina Bormanna. Ponownie aresztowany 22 lutego 1942 r., przyznał się do kontaktów z czechosłowackim wywiadem, ale określił je jako operację kontrwywiadowczą Abwehry. Po tygodniu został zwolniony pod warunkiem pomocy w rozbiciu czeskiej siatki. Thümmel umówił wówczas spotkanie z Václavem Morávkiem, ale ten z nieznanych przyczyn nie pojawił się wtedy w umówionym miejscu, przez co Gestapo uznało Thümmela za zdrajcę i ponownie aresztowało. 
Dwa miesiące później Reinhard Heydrich wysłał do Bormanna raport demaskujący Thümmela jako podwójnego agenta i domagający się usunięcia go z partii. Thümmel został osadzony w obozie Theresienstadt pod fałszywym nazwiskiem byłego holenderskiego attaché wojskowego w Pradze, Petera Tomana. Zginął 20 kwietnia 1945 r. w egzekucji.

## Odznaczenia
- Złota Odznaka Partyjna NSDAP[3]